# Harrison County (Indiana)
Harrison County is een county in de Amerikaanse staat Indiana.
De county heeft een landoppervlakte van 1.257 km² en telt 34.325 inwoners (volkstelling 2000). De hoofdplaats is Corydon.

## Bevolkingsontwikkeling

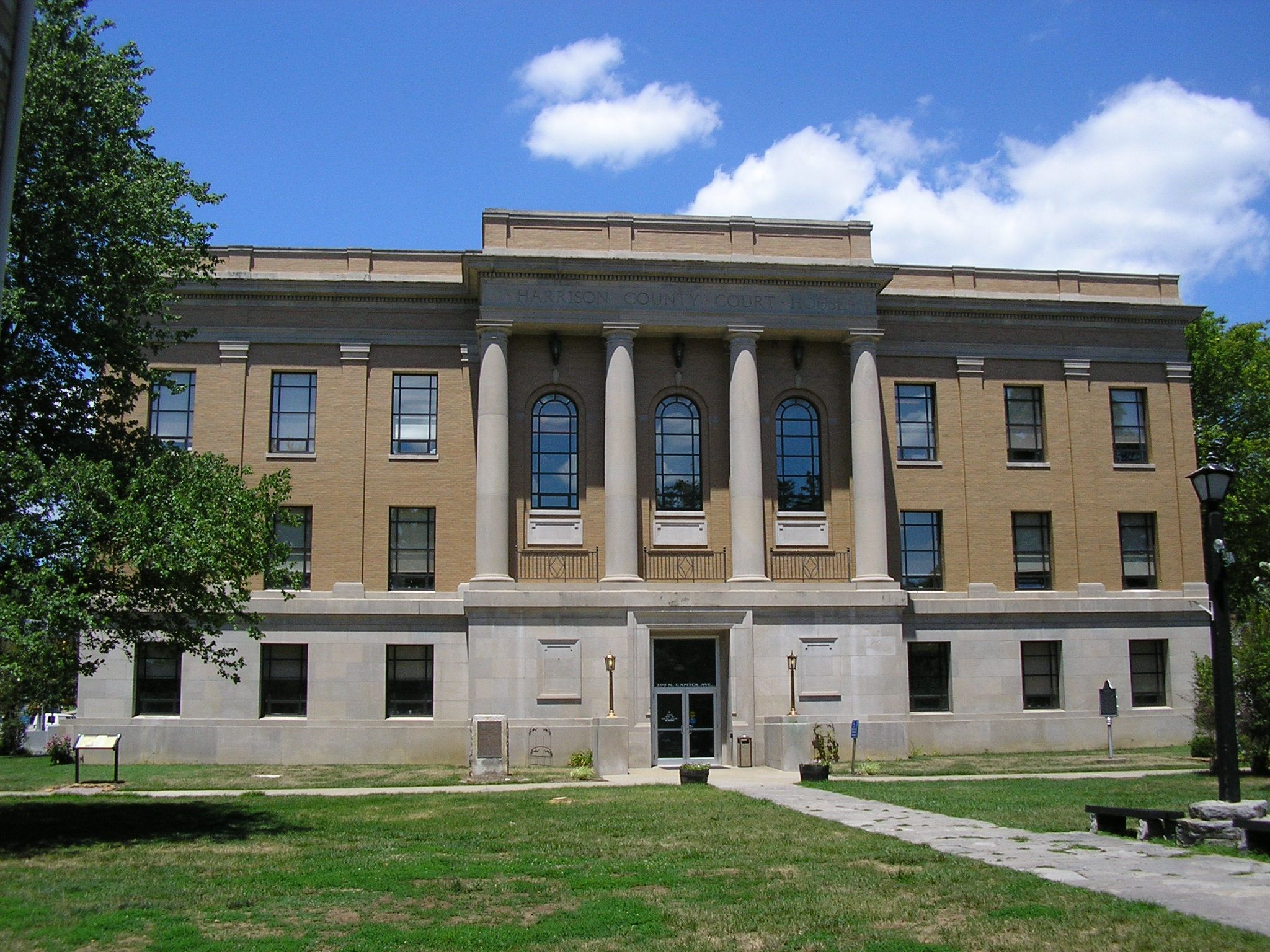
Harrison County Courthouse